# Кејти Кол
Кејти Кол (енгл. Katie Cole; Мелбурн) аустралијска је певачица и текстописац, а музичку каријеру започела је писањем песама.
Након успостављања контакта са музичким продуцентом Ховардом Вилингом, Кејти се преселила у Лос Анђелес. Године 2001. године објавила је ЕП Lost Inside a Moment, на којем су се нашла два сингла, Lost Inside a Moment и Suprise, а оба су постигла комерцијални успех у Уједињеном Крањвству. Године 2011. године објавила је албум са пет песама под називом Melodiem, а албум Lay It All Down 3. марта 2014. године. Неколико пута свирала је бас гитару и клавијатуру на турнеји америчког алтернативног рок бенда Смешинг пампкинс.

## Биографија
Рођена је у Мелбурну у породици музичара, мајка јој је била пијаниста које је слушала музичаре попут Џими Хендрикса, Џенис Џоплин и Ролинг Стонсе, њен отац био је пијаниста и сопран, а слушао је Марију Калас. Током одрастања често је посећивала концерте попут Вудстока и Вајта. На њен музички развој су утицали Битлси, The Eagles, Арета Френклин, Лед зепелин и Смешинг памкинс.
До шеснаесте године научила је да свира гитару и имала наступе. Током почетка музичке каријере, њеној мајци је дијагностикована мултипла склероза. Колова је касније истакла да је мајчино стање у великој мери утицало на објављивање њеног првог ЕП-а под називом Lost Inside a Moment. Своју музику описује као американу и алтернативни кантри, која укључује стилове и звук Колби Каијлат, Шерил Кроу, Тома Петија и групе Флитвуд Мек. Музички критичари њену музику пореде са музиком Стиви Никс и Кејт Викторије Тунстал.

## Музичка каријера
Кејти је каријеру започела у Аустралији, где је писала песме за Глорију Гејнор и друге денс музичаре, гостовала на турнејама многих певача, а након тога објавила први ЕП. Након што се промовисала на интернету, контактирао ју је музички продуцент Ховард Вилинг, са којим је успоставила сарадњу. Након неколико одласка у Сједињене Америчке Државе, Колова се преселила у Лос Анђелес, где тренутно живи, а често борави и у Нешвилу.
Године 2009. Кејти је била позадински вокал на божићној песми I'll Be Home for Christmas коју је извела Скарлет Џохансон, а песма се нашла на албуму My Kind of Christmas.. Као позадински вокал такође се појавила на албумима Ghost on the Canvas из 2011. и See You There из 2013. године, певача Глен Кембела. Кејти се такође појавила на нумерама бенда Cheap Trick.
ЕП Lost Inside a Moment Кејти је објавила 2011. године, а продуцирао га је Вилинг. Две песме са издања, Lost Inside a Moment и Suprise биле су на музичким листама Би-Би-Си Радија 2 у Уједињеном Краљевству, у периоду од јуна до септембра 2011. године. Године 2011. Кејтин сингл под називом Gravity коришћен је у рекламној кампањи компаније Модаво у Сједињеним Државама, а компанија ју је представила у Њујорк тајмсу. Године 2011. објавила је албума са пет нумера под називом . У марту 2014. године објавила је албум Lay It All Down укључујући и сингл I Can't Wait, све у сарадњи са америчким музичарем Крисом Кристоферсоном. Албум су назвали „колекцијом американа, поп и филм песама”.
Током септембра 2011. године Колова је наступала у Лондону и широм Сједињених Држава, укључујући и Лос Анђелес. У Финиксу је наступала заједно са Тоби Китом. Након тога наступала је и са Гленом Кембелом, Џексоном Брауном и Аном Налик. Коловој су били спонозори Кол Кларк гитаре, Мовадо и компанија Сенхајзер.
Поред певања, Колова је била басисткиња америчког алтернативног рок бенда Смешинг пампкинс, на њиховој турнеји под називом In Plainsong, која је трајала током јула 2015. године, а са бендом се појавила и на истоименој турнеји 2016. године. Током 2016. године наступала је заједно са бендом Америка. Године 2018. објавила је ЕП под називом Things That Break pt1 са пет нумера, које су американа жанра, а исте године имала турнеју са музичким групом Смешинг пампкинс.  На турнеји је Кејти била за клавијатурама и као пратећи вокал, а са бендом поновила турнеју крајем маја, током јуна и јула 2019. године, на њиховој европској турнеји.

## Дискографија
- (2010–2011)[2]
- (2011)
- (2014)
- (2018) [19]